# Volcano (Kalifornija)
Volcano je naseljeno područje za statističke svrhe u američkoj saveznoj državi Kalifornija. Prema popisu stanovništva iz 2010. u njemu je živjelo 115 stanovnika.